# Bataille de Palembang (1407)
Expéditions maritimes de Zheng He
La bataille de Palembang est une bataille navale livrée en 1407 entre la flotte de bateaux-trésors de la Chine de la dynastie Ming commandée par l'amiral Zheng He et la flotte pirate de Chen Zuyi,  à Palembang, Sumatra, dans ce qui correspond actuellement à l'Indonésie. La bataille s’achève par la défaite de Chen Zuyi, qui est capturé et envoyé en Chine pour y être exécuté.

## Situation avant le conflit
Chen Zuyi est un chef pirate qui s'est emparé de Palembang à Sumatra,. Depuis cette position stratégique, il domine la route maritime du détroit de Malacca. 
Selon le chroniqueur Ma Huan, c'est Shi Jinqing, un chef de tribu de la région, qui informe l'amiral Zheng He des actes de pirateries de Chen Zuyi. Selon le Haiquo Quangji de Shen Moushang, alors que Chen Zuyi prévoit d'attaquer Zheng He, Shi Jinqing informe secrètement l'amiral chinois du danger qui le guette.

## Déroulement des combats
En 1407, alors qu'il rentre en Chine lors après avoir accompli le premier de ses sept voyages, Zheng He engage le combat avec sa flotte contre Chen Zuyi et ses pirates à Palembang,,,. La flotte des bateaux-trésors chinois vainc celle des pirates de Chen a l'issue de la bataille,. Au cours de la confrontation, 5 000 pirates sont tués, dix navires pirates sont détruits et sept autres capturés,.
Selon le Mingshi, Zheng He avait été initialement envoyé à Palembang pour négocier la soumission de Chen Zuyi et d'autres marchands/pirates,  mais Chen et ses complices se sont entendus pour attaquer les troupes des Ming,. Selon le Taizong Shilu, Chen Zuyi tente de s'enfuir lors des combats contre les navires chinois. Selon Dreyer, le récit beaucoup plus tardif de Chen Zuyi dans le Mingshi serait une tentative désobligeante de présenter Chen comme un pirate maléfique, en contraste avec les marchands chinois de Palembang qui acceptaient de se soumettre à Zheng He.
La flotte ramène trois prisonniers, dont Chen Zuyi, à Nankin, alors capitale de la Chine, où ils sont décapités.

## Conséquences
Le 2 octobre 1407, Chen Zuyi et ses lieutenants sont exécutés. Le 29 octobre 1407, l'empereur Ming Yongle donne l'ordre de récompenser les officiers et membres d'équipage qui ont combattu la flotte de pirates de Chen Zuyi à Palembang.
La cour des Ming nomme Shi Jinqing "Surintendant de la pacification de Palembang", ce qui permet aux Chinois d'avoir un allié à Palembang et de leur garantir l'accès à ce port important.